# Оттфрід Заттлер
Оттфрід Заттлер (нім. Ottfried Sattler; 10 жовтня 1886, Броди — 25 серпня 1952, Гамбург) — німецький воєначальник, генерал-лейтенант люфтваффе.

## Біографія
12 березня 1906 року вступив в армію. Учасник Першої світової війни. Після демобілізації армії залишений в рейхсвері. 28 лютого 1934 року вийшов у відставку. 1 квітня 1934 року вступив в люфтваффе і був призначений офіцером для особливих доручень при Імперському міністерстві авіації (ІМА) і командуванні 1-ї повітряної області. З 1 жовтня 1936 року — командир 6-го зенітного полку. З 1 липня 1938 року — офіцер для особливих доручень при ІМА і головнокомандувачі люфтваффе. З 1 серпня 1938 року — командир командування ППО «Гамбург» (з 1 серпня 1939 року — 3-є командування ППО). З 15 січня 1940 року — командувач ППО 11-ї повітряної області. З 29 лютого 1940 року — офіцер для особливих доручень при ІМА і головнокомандувачі люфтваффе. 30 квітня 1940 року звільнений у відставку. 1 вересня 1940 року переданий в розпорядження вищого керівника колони 3-го повітряного флоту, 10 грудня 1940 року — командування 11-ї повітряної області. 28 лютого 1941 року остаточно звільнений у відставку. 8 травня 1945 року взятий в полон. В 1947 році звільнений.

## Звання
- Фанен-юнкер (12 березня 1906)
- Фенріх (17 листопада 1906)
- Лейтенант (16 серпня 1907)
- Оберлейтенант (8 жовтня 1914)
- Гауптман (23 жовтня 1915)
- Майор (1 вересня 1928)
- Оберстлейтенант (1 квітня 1933)
- Оберст (1 квітня 1935)
- Генерал-майор (1 січня 1938)
- Генерал-лейтенант (1 січня 1940)

## Нагороди
- Залізний хрест 2-го і 1-го класу
- Ганзейський хрест (Гамбург)
- Хрест «За військові заслуги» (Австро-Угорщина) 3-го класу з військовою відзнакою
- Королівський орден дому Гогенцоллернів, лицарський хрест з мечами
- Почесний хрест ветерана війни з мечами
- Медаль «За вислугу років у Вермахті» 4-го, 3-го, 2-го і 1-го класу (25 років)